# Török Sándor (alispán)
Szendrői Török Sándor (Podrecsány, 1822. augusztus 7. – Losonc, 1894. április 8.) megyei alispán, országgyűlési képviselő, földbirtokos. 

## Életútja
Tanulmányait elvégezve, Nógrád vármegye tiszteletbeli aljegyzője lett. 1848-49-ben nemzetőri századparancsnok volt. 1849 után visszavonult podrecsányi magányába és a nógrádmegyei gazdasági egyesület tagja, majd alelnöke lett. 1861-ben Nógrád vármegye alispánja és 1865-ben a szécsényi kerület országgyűlési képviselője volt. 

## Művei
- Gyakorlati útmutatás a mezei gazdaság nemesítéséről. Földmívelők számára. Pest, 1857.

Cikkei a Szinnyei Repertóriuma III. kötetében vannak felsorolva.